# Michèle Coninsx
Michèle Coninsx (Tongeren, 1959) és una advocada i jurista belga i, des de novembre de 2017, directora executiva del Comitè Contra el Terrorisme de les Nacions Unides. De 2001 a 2017 era associada a l'Agència de la Unió Europea Eurojust de coordinació de la justícia.
Originària de Limburg (Bèlgica), inicialment volia convertir-se en cantant d'òpera, però va passar a estudiar dret i va obtenir un màster tant en dret com en criminologia a la Vrije Universiteit Brussel (VUB).
Posteriorment va obtenir més qualificacions acadèmiques, incloent Law Law and Air Safety (UK-USA), fellow en Law and Criminology a la Vrije Universiteit Brussel (2014-2017), i professora convidada a l'School of Law of the Netherlands. Universitat Queen Mary a Londres (2015-2018).
Des del 8 de juliol de 2013, Michèle Coninsx porta el títol de baronessa.

## Carrera
Michèle Coninsx va començar la seva carrera professional a la fiscalia de Dendermonde. De 1997 a 2001 va ser advocada a Brussel·les, encarregada de lluitar contra el crim organitzat i el terrorisme. Des del seu càrrec es va enfrontar al Grup Islàmic Armat (GIA), va participar en el cas Pàndy i en el procés contra el Front d'Alliberament Animal (ALF).
A petició del llavors ministre de Justícia, Marc Verwilghen, es va incorporar a Eurojust el 2001, com a fiscal per a Bèlgica. Durant la Presidència belga del Consell de la Unió Europea va crear, com a president provisional, l'estructura de l'equip d'Eurojust. Des de 2004 va ser el cap de l'equip contra el terrorisme.
L'1 de maig de 2012 fou elegida presidenta d'Eurojust, càrrec en la qual va ser reelegida al maig de 2015.
L'11 d'agost de 2017, va ser nomenada directora executiva del Comitè Contra el Terrorisme del Consell de Seguretat de les Nacions Unides (CTED) pel secretari general António Guterres a les Nacions Unides. El seu mandat va fou aprovat en la següent reunió del Consell de Seguretat. La seva missió consisteix en permetre als Estats membres de les Nacions Unides treballar més estretament contra el terrorisme, a més de controlar les mesures antiterroristes.